# 4006 Сандлер
4006 Сандлер (4006 Sandler) — астероїд головного поясу, відкритий 29 грудня 1972 року.
Тіссеранів параметр щодо Юпітера — 3,434.